# Disequazione intera
Una disequazione si dice disequazione intera se, messa in forma normale, si presenta nella forma
{\displaystyle P(x)\leq 0} oppure {\displaystyle P(x)<0} oppure {\displaystyle P(x)>0} oppure {\displaystyle P(x)\geq 0}
dove {\displaystyle P(x)} è un polinomio nella lettera x. In base al grado del polinomio la disequazione intera sarà di primo, secondo, terzo grado,...
Esempi
{\displaystyle 2x+1<0} è una disequazione intera di primo grado.
{\displaystyle x^{2}-10x+9>0} è una disequazione intera di secondo grado.
{\displaystyle x^{3}\leq 1} è una disequazione intera di terzo grado, ma non in forma normale.
{\displaystyle {\frac {x+3}{x}}>x-2} è una disequazione fratta, in quanto l'incognita è presente anche a denominatore.

## Risoluzione disequazioni intere di primo grado
Fare riferimento alla voce Disequazione.

## Risoluzione disequazioni intere di secondo grado
Fare riferimento alla voce disequazione di 2° grado.

## Risoluzione disequazioni intere di grado superiore al secondo
Vi sono due metodi risolutivi.

### Metodo della scomposizione in fattori e dello studio del segno del prodotto
La procedura prevede:
1. mettere in forma normale la disequazione;
2. fattorizzare il polinomio {\displaystyle P(x)} a primo membro in fattori di 1° e/o di 2º grado;
3. studiare il segno di ciascun fattore (sempre per {\displaystyle \geq 0} o per {\displaystyle >0} in relazione alla presenza dell'uguale nella disequazione);
4. rappresentare graficamente il segno di tutti i fattori e comporre il segno del prodotto;
5. evidenziare quei valori per cui i fattori si annullano con un simbolo particolare (ad esempio O);
6. guardando il verso della disequazione in forma normale, individuare sul grafico del segno di {\displaystyle P(x)} l'insieme delle soluzioni, cioè l'intervallo dell'asse reale che soddisfa la disequazione.

#### Esempio 1
{\displaystyle x^{3}\leq 1.}
La disequazione non è in forma normale quindi
{\displaystyle x^{3}-1\leq 0.}
Fattorizzazione di {\displaystyle P(x)}.
{\displaystyle (x-1)(x^{2}+x+1)\leq 0.}
Studio del segno dei fattori (sempre per {\displaystyle \geq 0}):
{\displaystyle F_{1}:x-1\geq 0\Rightarrow x\geq 1};
{\displaystyle F_{2}:x^{2}+x+1\geq 0} è una disequazione di 2° grado;
{\displaystyle \Rightarrow \Delta <0\Rightarrow } sempre positiva in {\displaystyle \mathbb {R} }.
Schema del segno di {\displaystyle P(x)}

Soluzioni.
Si chiede che {\displaystyle P(x)} sia negativo o nullo (guardare il verso della disequazione in forma normale). Le soluzioni della disequazione sono {\displaystyle x\leq 1}.

#### Esempio 2
{\displaystyle x^{4}\geq 9x^{2}.}
La disequazione non è in forma normale quindi
{\displaystyle x^{4}-9x^{2}\geq 0.}
Fattorizzazione di {\displaystyle P(x)}.
{\displaystyle x^{2}(x^{2}-9)\geq 0}.
Studio del segno dei fattori (sempre per {\displaystyle \geq 0}).
{\displaystyle F_{1}:x^{2}\geq 0} un quadrato è sempre positivo, nullo per x=0, mai negativo.
{\displaystyle F_{2}:x^{2}-9\geq 0} è una disequazione di 2° grado.
{\displaystyle \Rightarrow } (EA) {\displaystyle x^{2}-9=0,\Delta >0,x_{1}=-3,x_{2}=+3\Rightarrow } positiva per {\displaystyle x<-3\vee x>+3}.
Schema del segno di {\displaystyle P(x)}

Soluzioni.
Si chiede che {\displaystyle P(x)} sia positivo o nullo (guardare il verso della disequazione in forma normale). Le soluzioni della disequazione sono {\displaystyle x\leq -3\vee x=0\vee x\geq +3}.

### Metodo veloce del segno di P(x)
La procedura risolutiva prevede:
1. mettere in forma normale la disequazione;
2. risolvere l'equazione associata (EA) {\displaystyle P(x)=0} e trovare le soluzioni della EA con la loro molteplicità;
3. rappresentare graficamente il segno di {\displaystyle P(x)} partendo sempre da destra con il segno del coefficiente della {\displaystyle x} di grado massimo;
4. nello schema grafico cambiare il segno solo quando si incontra una radice (soluzione) di EA con molteplicità dispari;
5. guardando il verso della disequazione in forma normale, individuare sul grafico del segno di {\displaystyle P(x)} l'insieme delle soluzioni, cioè l'intervallo dell'asse reale che soddisfa la disequazione.

#### Esempio 3
{\displaystyle x^{3}\leq 1.}
La disequazione non è in forma normale quindi:
{\displaystyle x^{3}-1\leq 0.}
Equazione associata (EA) {\displaystyle P(x)=0}
{\displaystyle x^{3}-1=0.}
Si tratta di una equazione binomia con un'unica soluzione {\displaystyle x=1} con molteplicità 1. Il coefficiente della {\displaystyle x} di grado massimo vale 1 (positivo) dunque:
schema del segno di {\displaystyle P(x)}

Soluzioni.
Si chiede che {\displaystyle P(x)} sia negativo o nullo (guardare il verso della disequazione in forma normale). Le soluzioni della disequazione sono {\displaystyle x\leq 1}.

#### Esempio 4
{\displaystyle -2x^{7}+8x^{6}\leq 0.}
La disequazione è in forma normale.
Equazione associata (EA) 
{\displaystyle -2x^{7}+8x^{6}=0.}
Si tratta di una equazione generica che va risolta mediante scomposizione
{\displaystyle x^{6}(-2x+8)=0.}
Le cui soluzioni sono {\displaystyle x=0} con molteplcità 6 e {\displaystyle x=4} con molteplcità 1. Il coefficiente della {\displaystyle x} di grado massimo vale -2 (negativo) dunque:
schema del segno di {\displaystyle P(x)}

Attenzione: in {\displaystyle x=0} il segno non cambia perché ha molteplicità 6 (pari).
Soluzioni.
Si chiede che {\displaystyle P(x)} sia negativo o nullo (guardare il verso della disequazione in forma normale). Le soluzioni della disequazione sono {\displaystyle x\geq 4\vee x=0}.

#### Esempio 5
{\displaystyle x^{4}-9x^{2}\geq 0.}
La disequazione è in forma normale.
Equazione associata (EA) 
{\displaystyle x^{4}-9x^{2}=0.}
Si tratta di una equazione generica che va risolta mediante scomposizione
{\displaystyle x^{2}(x^{2}-9)=0.}
Le cui soluzioni sono {\displaystyle x=0} con molteplcità 2 e {\displaystyle x=-3} e {\displaystyle x=3} con molteplcità 1. Il coefficiente della {\displaystyle x} di grado massimo vale 1 (positivo) dunque:
schema del segno di {\displaystyle P(x)}

Attenzione: in {\displaystyle x=0} il segno non cambia perché ha molteplicità 2 (pari).
Soluzioni.
Si chiede che {\displaystyle P(x)} sia positivo o nullo (guardare il verso della disequazione in forma normale). Le soluzioni della disequazione sono {\displaystyle x\leq -3\vee x=0\vee x\geq +3}.

### Casi particolari

#### Potenze con esponente pari
{\displaystyle (x-3)^{4}<0.}
Questa disequazione presenta a primo membro una potenza con esponente pari. Una potenza con esponente pari è sempre positiva o nulla, mai negativa. Quindi, anche se la disequazione non è in forma normale, sappiamo che non sarà mai verificata.
{\displaystyle S=\varnothing .}

#### Potenze con esponente dispari
{\displaystyle (2x+1)^{3}\geq 0.}
Questa disequazione presenta al primo membro una potenza con esponente dispari. Una potenza con esponente dispari segue il segno della base. Quindi, anche se la disequazione non è in forma normale, sappiamo sarà verificata quando 
{\displaystyle 2x+1\geq 0\Rightarrow x\geq -{\frac {1}{2}}.}

#### Disequazioni intere con polinomio già fattorizzato
{\displaystyle (x-5)^{4}(x+1)^{3}(x^{4}-16)^{4}<0.}
Questa disequazione presenta a primo membro già un polinomio fattorizzato. In questo caso conviene usare il metodo del segno dei fattori
{\displaystyle F_{1}:(x-5)^{2}\geq 0} è una potenza con esponente pari, dunque positiva sempre eccetto in {\displaystyle x=5} dove vale 0;
{\displaystyle F_{2}:(x+1)^{3}\geq 0} è una potenza con esponente dispari, dunque segue il segno della base {\displaystyle x\geq -1};
{\displaystyle F_{3}:(x^{4}-16)^{4}\geq 0} è una potenza con esponente pari, dunque sempre positiva o nulla per {\displaystyle x^{4}-16=0\Rightarrow x^{4}=16\Rightarrow x=\pm 2}.
Schema del segno

Soluzioni.
{\displaystyle P(x)} deve essere negativo, quindi per {\displaystyle x<-1\land x\neq -2}.

## Disequazioni di quarto grado riconducibili al secondo
Un caso particolare di disequazione di quarto grado è il seguente:
{\displaystyle ax^{4}+bx^{3}+cx^{2}+bx+a\leq 0\;\;\;}  (oppure {\displaystyle \geq 0}).
Questo tipo di disequazioni si risolve effettuando una divisione membro a membro per {\displaystyle x^{2}\neq 0}, ossia:
{\displaystyle {\frac {ax^{4}}{x^{2}}}+{\frac {bx^{3}}{x^{2}}}+{\frac {cx^{2}}{x^{2}}}+{\frac {bx}{x^{2}}}+{\frac {a}{x^{2}}}\leq 0,}
e quindi, semplificando e raccogliendo i fattori comuni si ottiene:
{\displaystyle a(x^{2}+{\frac {1}{x^{2}}})+b(x+{\frac {1}{x}})+c\leq 0,}
poi si prosegue ponendo {\displaystyle t} e {\displaystyle t^{2}} come segue:
{\displaystyle t=x+{\frac {1}{x}}\;\;\;}, da cui (elevando al quadrato entrambi i membri) si ottiene:
{\displaystyle x^{2}+{\frac {1}{x^{2}}}=t^{2}-2.}
Sostituendo {\displaystyle t} e {\displaystyle t^{2}} nella disequazione precedente si ha una comune disequazione di secondo grado:
{\displaystyle at^{2}+bt+c-2a\leq 0.}
Dopo aver risolto la disequazione di secondo grado operiamo la sostituzione inversa di {\displaystyle t=x+{\frac {1}{x}}} (è molto importante fare attenzione al dominio di risoluzione della disequazione di secondo grado).
Se nella disequazione ottenuta non compare il termine di secondo grado:
{\displaystyle ax^{4}+bx^{3}-bx-a\leq 0,}
allora si raccolgono i fattori comuni e si ottiene:
{\displaystyle (x^{2}-1)(ax^{2}+bx+a)\leq 0.}